# Trididemnum paracyclops
Trididemnum paracyclops är en sjöpungsart som beskrevs av Kott 1980. Trididemnum paracyclops ingår i släktet Trididemnum och familjen Didemnidae. Inga underarter finns listade i Catalogue of Life.